# Matucana intertexta
Matucana intertexta F.Ritter es una especie de plantas en la familia Cactaceae. 

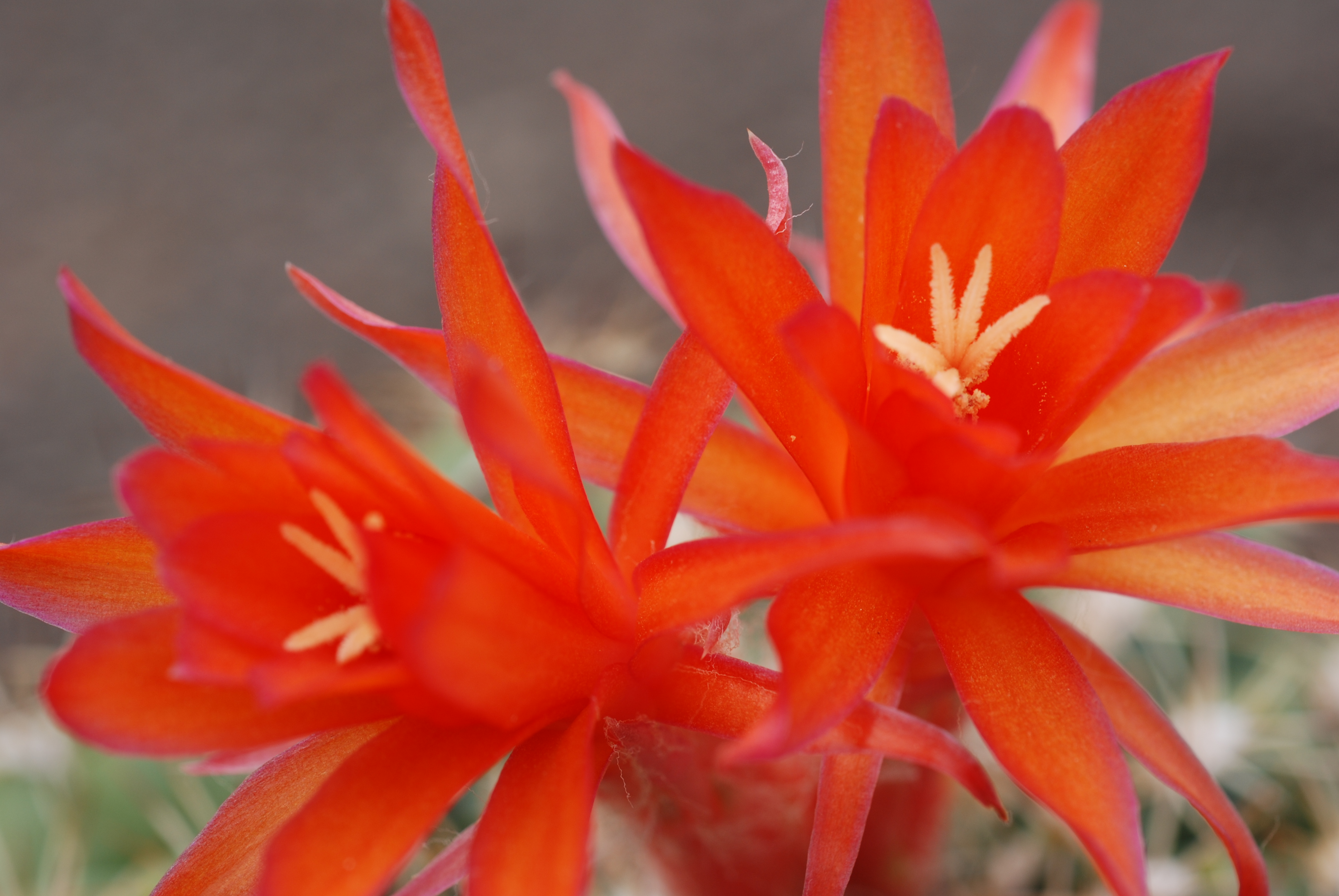
Flor

## Distribución
Es endémica de Cajamarca en Perú. Es una especie común que se ha extendido por todo el mundo.

## Descripción
Es una planta perenne carnosa, globosa-cilíndrica con las hojas de color verde, armada de espinas y con las flores de color naranja, rojo y púrpura.

## Taxonomía
Matucana intertexta fue descrito por Friedrich Ritter y publicado en Taxon 12(3): 125. 1963.
Etimología
Matucana: nombre genérico que fue nombrado por la ciudad de Matucana.
Sinonimia
- Submatucana intertexta
- Borzicactus intertextus